# Bitcoin Unlimited
Bitcoin Unlimited (BU) es una implementación completa para el nodo de red Bitcoin y Bitcoin Cash. El cliente Bitcoin Core, desde la implementación de BU, tiene un límite de bloque de 1 MB codificado de forma rígida; Bitcoin Unlimited se diferencia al permitir a los usuarios señalar qué límite de tamaño de bloque prefieren, encontrar el límite con un consenso mayoritario y realizar un seguimiento automático de la prueba de trabajo más grande, independientemente del tamaño del bloque. Sin embargo, si Bitcoin Unlimited acepta un bloque de más de un megabyte de tamaño y lo rechazan los nodos con un límite de tamaño de bloque, se producirá una bifurcación de la red, lo que dará como resultado dos cadenas de bloques separadas con nodos de Bitcoin Unlimited siguiendo la cadena con la prueba de trabajo más grande.
El lanzamiento de Bitcoin Unlimited sigue al lanzamiento de Bitcoin XT y Bitcoin Classic, alternativas propuestas que tenían como objetivo aumentar la capacidad de transacción de Bitcoin de alrededor de 2.5 a 3 transacciones por segundo al aumentar el límite de tamaño de bloque codificado.
A partir de la versión 1.1.0.0, las versiones de Bitcoin Unlimited son compatibles con Bitcoin Cash, una criptomoneda bifurcada de Bitcoin que permite tamaños de bloque más grandes.

## Escalabilidad
Bitcoin Unlimited es un intento de actualizar Bitcoin Core en un cliente que procesa transacciones de bitcoin en bloques con un tamaño máximo potencialmente mayor que el límite de 1 MB. El límite de tamaño de bloque de un megabyte fue agregado en 2010 por Satoshi Nakamoto como una medida temporal anti-DoS. Esto limitó la capacidad máxima de la red a aproximadamente tres transacciones por segundo. Según los defensores del cambio, se necesita un aumento del tamaño del bloque para evitar un cuello de botella en el flujo de trabajo debido a la cantidad de transacciones realizadas a medida que aumenta la adopción de bitcoin.
Con Bitcoin Unlimited, los mineros pueden configurar de forma independiente el tamaño de los bloques que validarán.
Los mineros que usan Bitcoin Unlimited continúan procesando bloques de tamaño regular, pero tan pronto como se extrae un bloque de más de un megabyte, seguirán la cadena que contiene la mayor parte del trabajo.
Según el sitio web de Bitcoin Unlimited, la solución de escalabilidad se encontrará en un punto focal.

### Apoyo
Bitcoin Unlimited sigue al lanzamiento de Bitcoin XT y Bitcoin Classic, alternativas propuestas sobre cómo aumentar la capacidad de transacción de bitcoin. Grupos de minería, incluido Antpool.

### Oposición
Los desarrolladores de Bitcoin Core se han mostrado reacios a aumentar el límite de tamaño de bloque. Los nodos de BU fueron atacados después de que los desarrolladores sacaran a la luz un error el 14 de marzo de 2017. La cantidad de nodos que albergan Unlimited cayó de 780 a aproximadamente 370 después de los ataques, el nivel más bajo desde octubre, y regresó a aproximadamente 780 en 24 horas según el sitio web coin.dance que rastrea los datos de la red.